# 利斯科 (内布拉斯加州)
利斯科（英語：Lisco）是美国內布拉斯加州加登縣的一个普查规定居民点（CDP），2010年的人口为64人。